# Musée de la marine pakistanaise
Le Musée de la marine pakistanaise (ourdou : پاک بحریہ عجائب گھر ) est un musée naval et un parc situé près de la station navale PNS Karsaz (en) sur Habib Ibrahim Rehmatullah Road (Karsaz Road) à Karachi, au Pakistan.

## Description
Le bâtiment principal du musée est situé à l'intérieur du parc de plus de 11 hectares. Il comprend six galeries et un auditorium. Le musée est basé sur des concepts modernes de présentation et d'éducation interactive. Différents objets du patrimoine maritime et naval ont été incorporés à travers des dioramas attrayants, des sculptures en relief, des peintures murales et des peintures miniatures, des ordinateurs à écran tactile, la taxidermie et des armes anciennes. Un système informatisé de recherche d'informations maritimes a également été incorporé pour faciliter l'accès des visiteurs et des étudiants.
Le musée présente également le sous-marin de classe Daphné PNS Hangor (S131), le dragueur de mines  PNS Mujahid (M164), l'avion Breguet Atlantic et une barge en bois qui a été donnée au chef naval par la reine dans les années 1960.
Le musée est ouvert toute l'année sept jours sur sept de 9h00 à 22h00 et de 9h00 à 23h00 le week-end. Le billet d'entrée pour les adultes est de 60 roupies, 30 roupies pour les étudiants, le demi-billet pour le personnel de la Défense et 30 roupies pour les enfants .

## Galerie

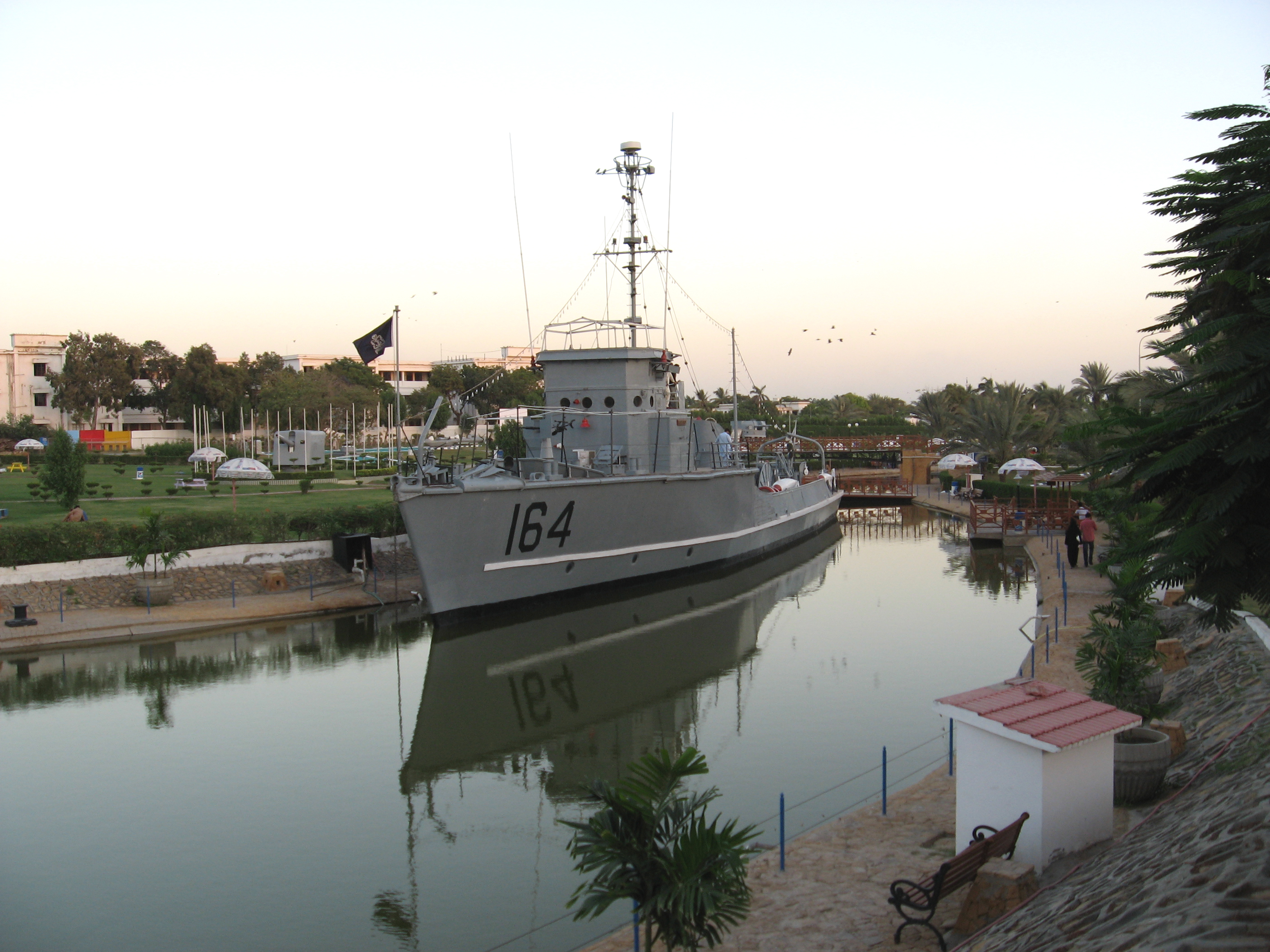
PNS Mujahid
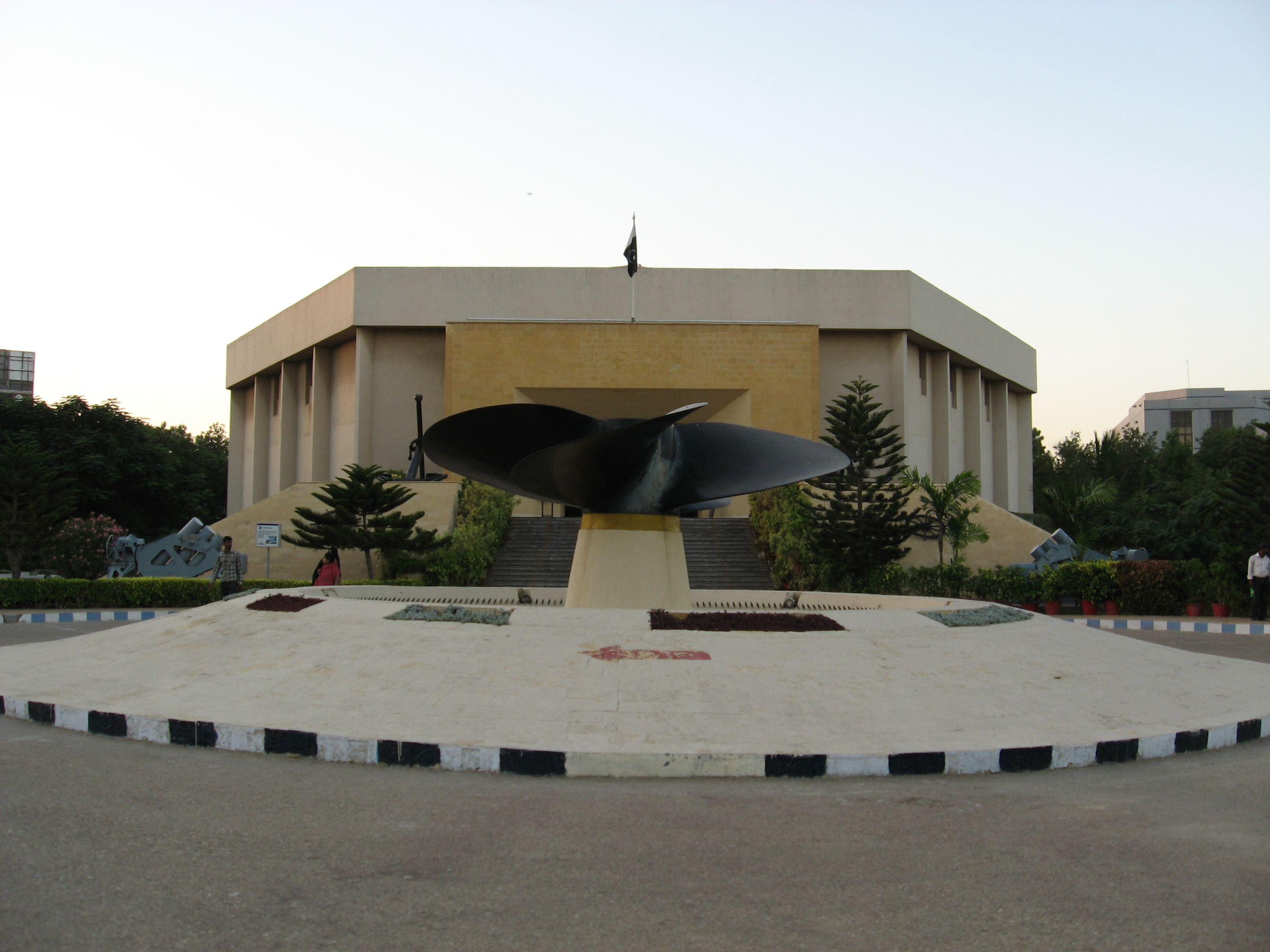
Un pavillon
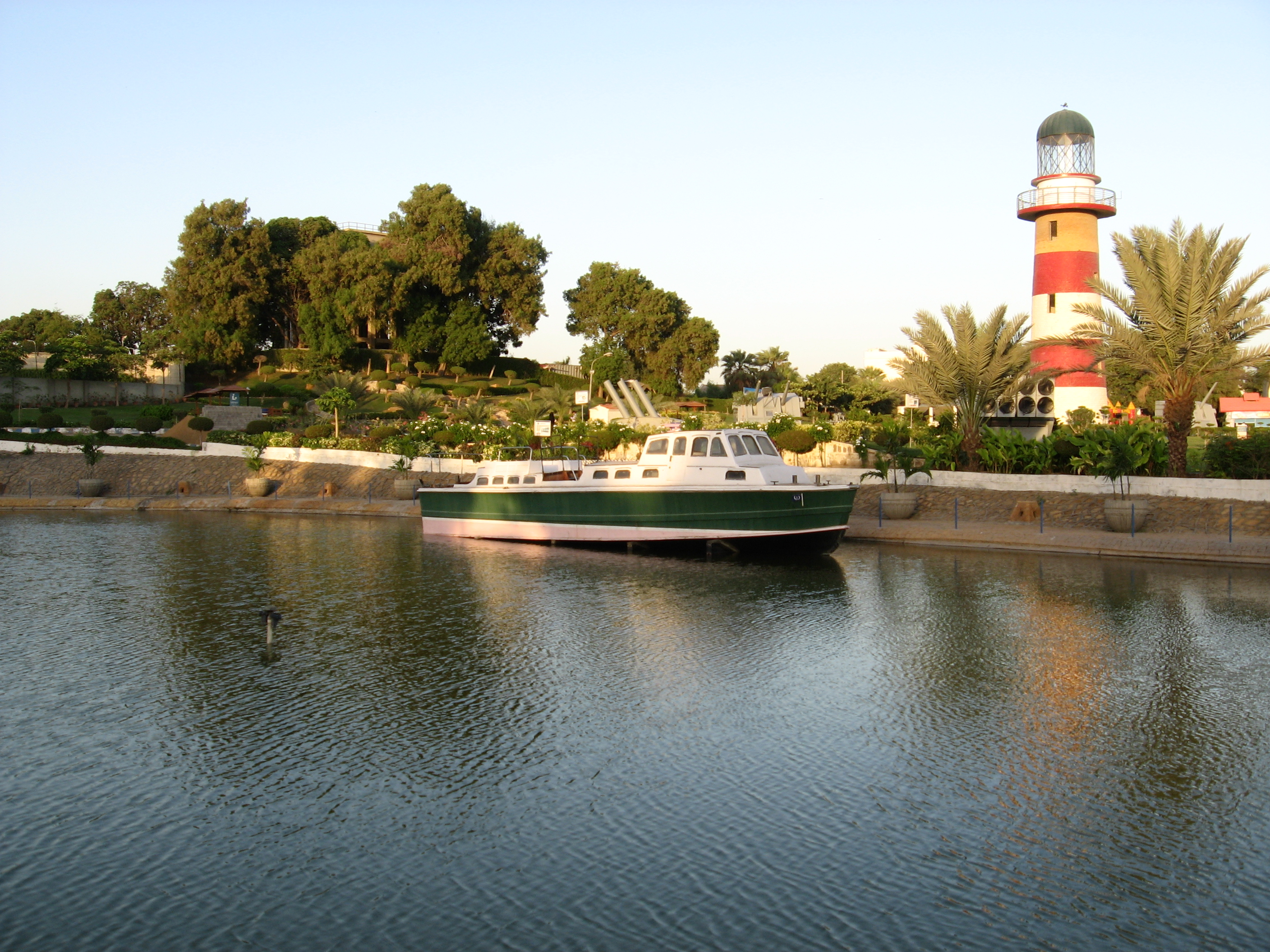
Vue du parc